# Список замків Північної Ірландії

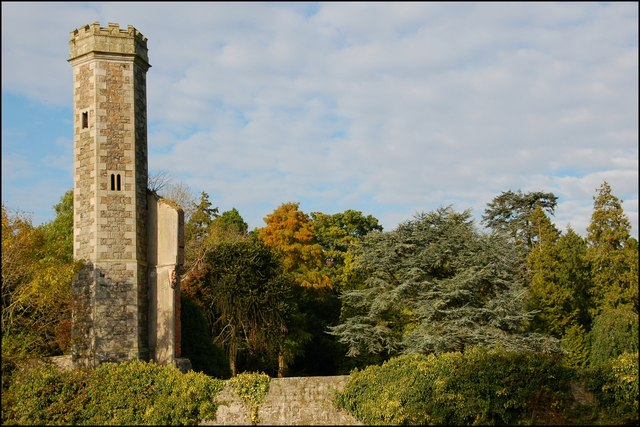
Замок Мессерін.

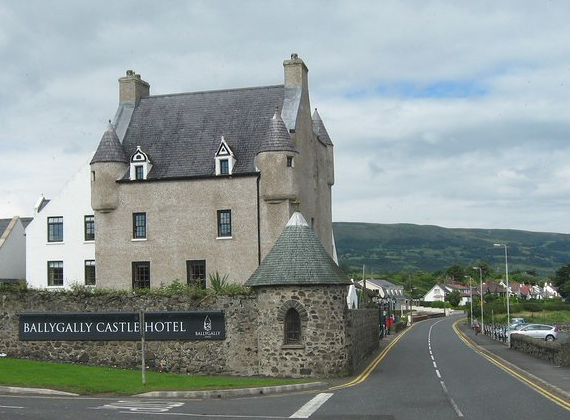
Замок Баллігаллі.

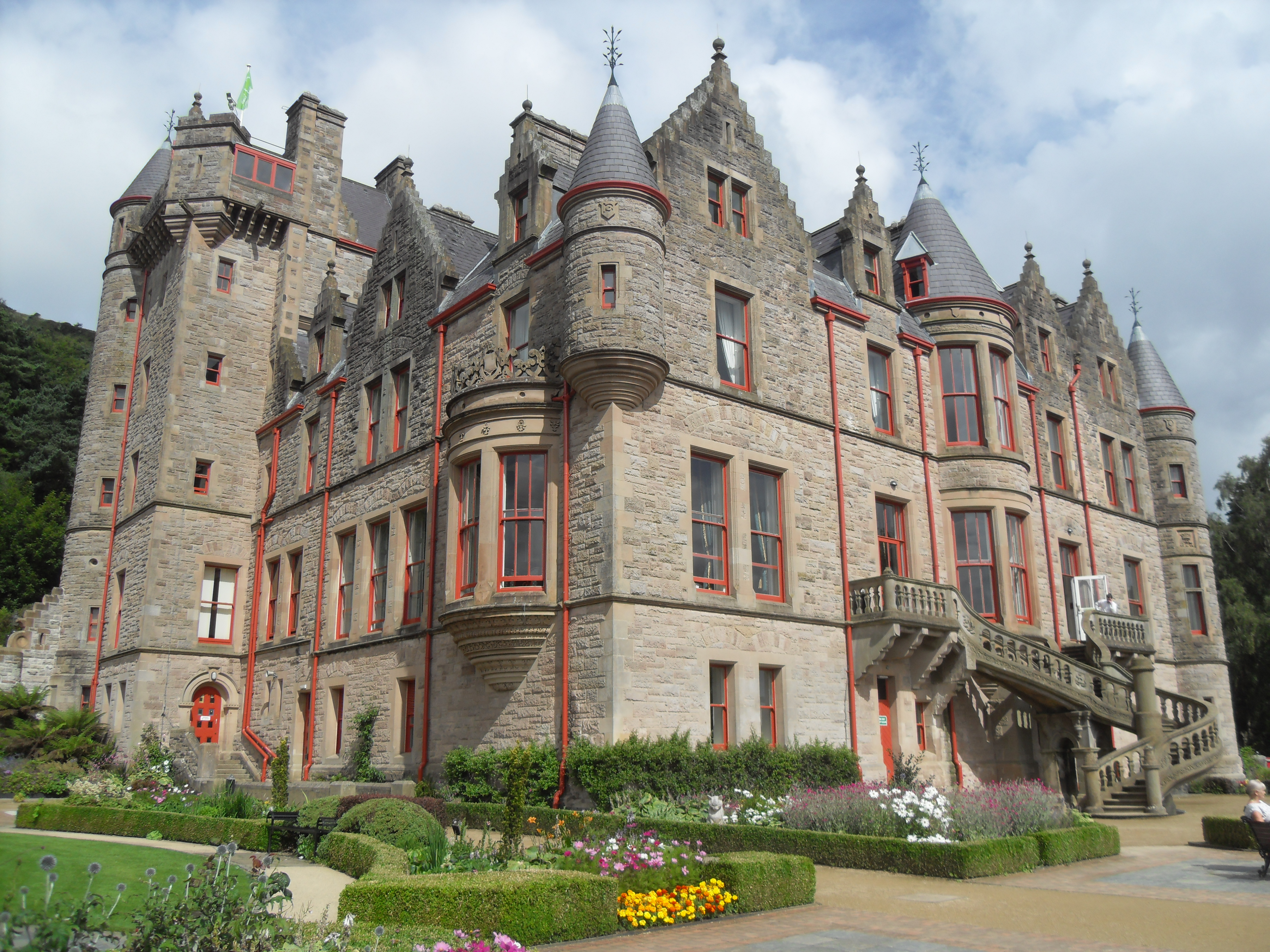
Замок Белфаст.

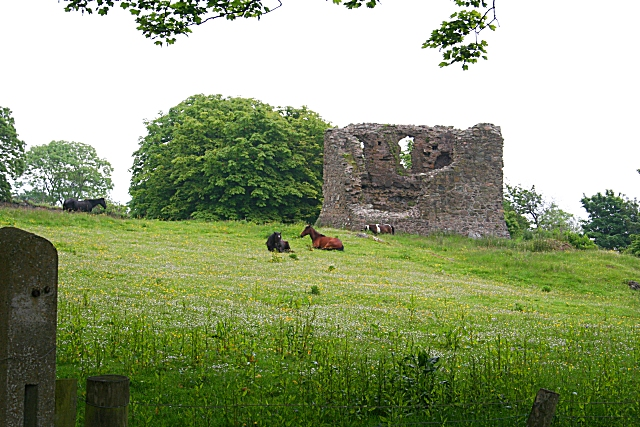
Замок Карра.

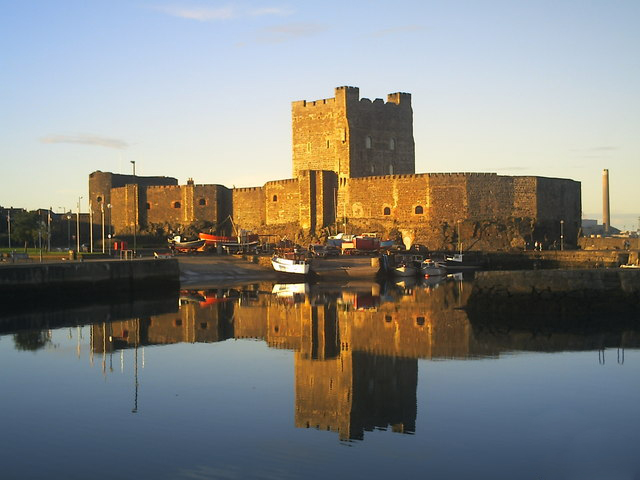
Замок Каррікфергус.

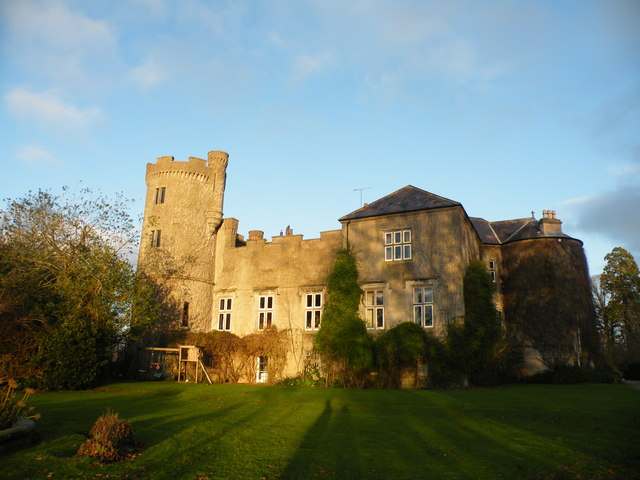
Замок Аптон.

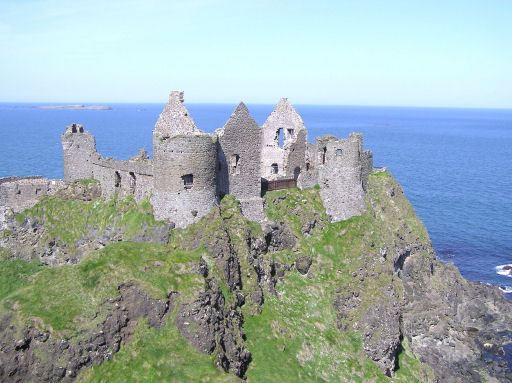
Замок Данлус.

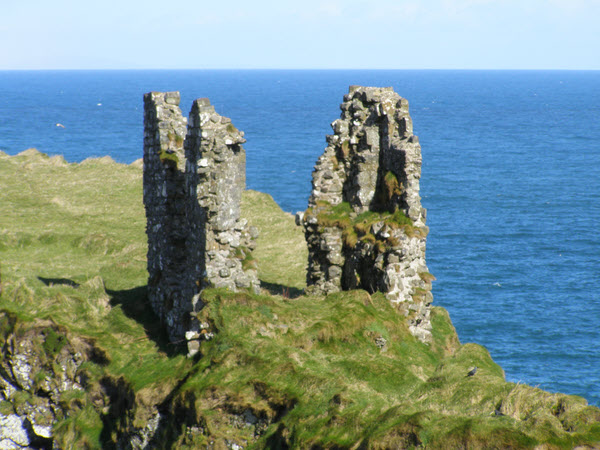
Замок Дансеверік.

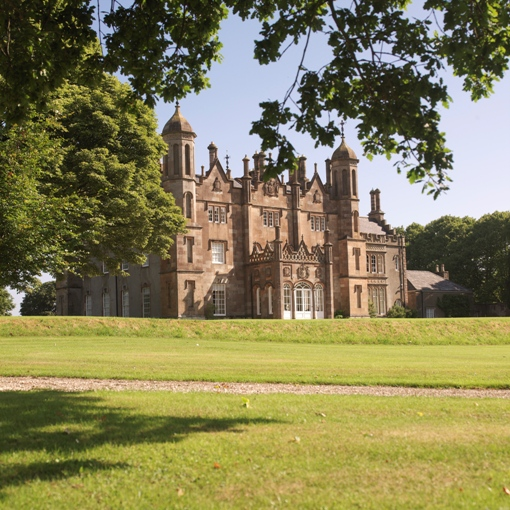
Замок Гленарм.

Список замків, розташованих на території Північної Ірландії (Сполучене Королівство) в різних графствах. Див. також список замків на території Республіки Ірландія.

## Антрім
- Аптон (англ. Castle Upton)
- Баллігаллі (англ. Ballygally Castle)
- Баллікастл (англ. Ballycastle Castle)
- Балліло (англ. Ballylough Castle)
- Белфаст (англ. Belfast Castle)
- Галгорм (англ. Galgorm Castle)
- Гленарм (англ. Glenarm Castle)
- Данлус (англ. Dunluce Castle)
- Дансеверік (англ. Dunseverick Castle)
- Дунаніні (англ. Dunaneeny Castle)
- Карра (англ. Carra Castle)
- Каррікфергус (англ. Carrickfergus Castle)
- Кінбейн (англ. Kinbane Castle)
- Кілваутер (англ. Kilwaughter Castle)
- Ліззанур (англ. Lissanoure Castle)
- Мессерін (англ. Antrim Castle or Massereene Castle)
- Олдерфліт (англ. Olderfleet Castle)
- Рахлін (англ. Rathlin Castle or Bruce's Castle)
- Ред-Бей (англ. Red Bay Castle)
- Шейна (англ. Shane's Castle)

## Арма
- Госфорд (англ. Gosford Castle)
- Кіллеві (англ. Killeavy Castle)
- Крівекіран (англ. Creevekeeran Castle)
- Лурган (англ. Lurgan Castle or Brownlow House)
- Мойрі (англ. Moyry Castle)
- Тандрагі (англ. Tandragee Castle)
- Фатом (англ. Fathom Castle)
- Чарлемонт Форт (англ. Charlemont Fort)

## Даун
- Ардгласс (англ. Ardglass Castle)
- Багеналс (англ. Bagenal's Castle)
- Бангор (англ. Bangor Castle)
- Брайт (англ. Bright Castle)
- Велшстоун (англ. Walshestown Castle)
- Ворд (англ. Castle Ward)
- Гіллсборо (англ. Hillsborough Castle)
- Грінкастл (Даун) (англ. Greencastle)
- Дандрам (англ. Dundrum Castle)
- Джорданс (англ. Jordan's Castle)
- Карровдор (англ. Carrowdore Castle)
- Кастлвеллан (англ. Castlewellan Castle)
- Кауд (англ. Cowd Castle)
- Квінтін (англ. Quintin Castle)
- Квойл (англ. Quoile Castle)
- Кілкліф (англ. Kilclief Castle)
- Кіллілі (англ. Killyleagh Castle)
- Кіркістоун (англ. Kirkistown Castle)
- Клоу (англ. Clough Castle)
- Королівський (англ. King's Castle)
- Магі (англ. Mahee Castle)
- Маргарити (англ. Margaret's Castle)
- Майра (англ. Myra Castle)
- Нерроу Вотер (англ. Narrow Water Castle)
- Портаферрі (англ. Portaferry Castle)
- Одлі (англ. Audley's Castle)
- Скетрік (англ. Sketrick Castle)
- Стормонт (англ. Stormont Castle)
- Странгфорд (англ. Strangford Castle)

## Деррі
- Беллагі (англ. Bellaghy Castle)
- Дангівен (англ. Dungiven Castle)
- Колерайн (англ. Coleraine Castle)
- Лімаваді (англ. Limavady Castle or O'Cahans Castle)
- Лоу Рок (англ. Low Rock Castle)

## Тірон
- Алтінагрі (англ. Altinaghree Castle)
- Авгер (англ. Augher Castle)
- Бенберн (англ. Benburb Castle)
- Гаррі Ейвері (англ. Harry Avery's Castle)
- Кастлдерг (англ. Castlederg Castle)
- Колфілд (англ. Castle Caulfield)
- Кіллімун (англ. Killymoon Castle)
- Маунтджой (англ. Mountjoy Castle)
- Рауган (англ. Roughan Castle)
- Роксборо (англ. Roxborough Castle)
- Стюарт (англ. Stewart Castle)

## Фермана
- Арчдейл (англ. Castle Archdale)
- Балфур (англ. Castle Balfour)
- Белл Айсл (англ. Belle Isle Castle)
- Енніскіллен (англ. Enniskillen Castle)
- Колдвелл (англ. Castle Caldwell)
- Кревеніш (англ. Crevenish Castle)
- Кром (англ. Crom Castle)
- Кул (англ. Castle Coole)
- Моні (англ. Monea Castle)
- Некарн (англ. Necarne Castle (Castle Irvine))
- Портора (англ. Portora Castle)
- Старий Кром (англ. Old Crom Castle)
- Таллі (англ. Tully Castle)